# Walter Morio
Walter Morio (* 1. November 1920 in Ranschbach; † 10. Juni 2008) war ein deutscher Jurist und Politiker (CDU). Er war Oberbürgermeister  von Landau in der Pfalz.

## Leben
Morio war der Sohn des Agronomen Peter Morio und dessen Frau Katharina. Er hatte zwei Geschwister. 1949 wurde er in den Stadtrat von Landau gewählt. Von 1951 bis 1964 war Morio als Rechtsanwalt in Landau tätig; 1964 wurde er Oberbürgermeister Landaus. 
1970 erhielt Morio die Ehrenbürgerschaft der elsässischen Stadt Ribeauvillé, der Partnerstadt Landaus. Die elsässische Stadt Haguenau, ebenfalls Partnerstadt Landaus, zeichnete Morio 1980 mit der Ehrenmedaille aus.
Nach dem Ausscheiden als Oberbürgermeister im Jahr 1984 war Morio beratend in der Kanzlei seines Sohnes tätig.
Seine Heimatstadt Landau ernannte ihn 1985 zum Ehrenbürger.
Er war Präsident und später Ehrenpräsident der Deutschen Dahlien-, Fuchsien- und Gladiolen-Gesellschaft. Außerdem war er Mitglied der katholischen Studentenverbindungen Rheno-Palatia (Breslau) Mainz (seit 1949) und Vasgovia Landau im CV.
Morio starb 2008; Christian Baldauf würdigte ihn in einem Nachruf: „Walter Morio war Kommunalpolitiker mit Leib und Seele. Zugleich war ihm die Überwindung aller inneren und äußeren Grenzen zwischen Deutschen und Franzosen ein Herzensanliegen.“

## Ehrungen
- 1978: Verdienstkreuz 1. Klasse der Bundesrepublik Deutschland[10]